# All Around My Hat (Status Quo)
All Around My Hat è una canzone incisa dalla rock band inglese Status Quo, pubblicata come singolo nell'ottobre del 1996.

## La canzone
Si tratta di un brano della tradizione popolare britannica divenuto un hit nel 1975 grazie ad una versione riarrangiata dagli Steeleye Span.
La nuova versione degli Status Quo si avvale proprio della collaborazione vocale di Maddy Prior, cantante storica degli stessi Steeleye Span, e viene incisa in maniera da rispettare le origini popolari del brano anche con l'inserimento di una cornamusa.
Quarto ed ultimo singolo ad essere estratto dal fortunato album di cover Don't Stop , il brano si piazza al n. 47 delle classifiche inglesi.

## Tracce
1. All Around My Hat (edited version) - 3:06 - (Trad. Arrangiata da Rossi/Parfitt/ Bown/Edwards/Rich)
2. I'll Never Get Over You - 2:45 - (G. Mills) (inedita)

## Traccia aggiunta al Pictures Disc
1. All Around My Hat - 3:56 - (trad. ar. Hart/Knight/Prior/Johnson/Kemp/Pegrum) (con la partecipazione di Maddy Prior dei Steeleye Span, nelle parti vocali)

## Formazione
- Francis Rossi (chitarra solista, voce)
- Rick Parfitt (chitarra ritmica, voce)
- Andy Bown (tastiere, chitarra, armonica, cori)
- John 'Rhino' Edwards (basso, voce)
- Jeff Rich (percussioni)